# École supérieure de physique et de chimie industrielles de la ville de Paris
École supérieure de physique et de chimie industrielles de la ville de Paris (ESPCI ParisTech), Чудова французька школа та Творчий коледж дослідницького університету PSL.
Перша французька École d'Ingénieurs у Шанхайському рейтингу 2017 року.
Він є членом Асоціації ParisTech.

## Знамениті випускники
- Жорж Клод, французький хімік
- Марія Склодовська-Кюрі, польська та французька
- Георгій Харпак, французький фізик українського єврейського походження
- Поль Ланжевен, французький фізик і громадський діяч
- Андре-Луї Деб'єрн, французький фізик і хімік
- Раймон Додель, французький фізик і хімік